# MBK Booster

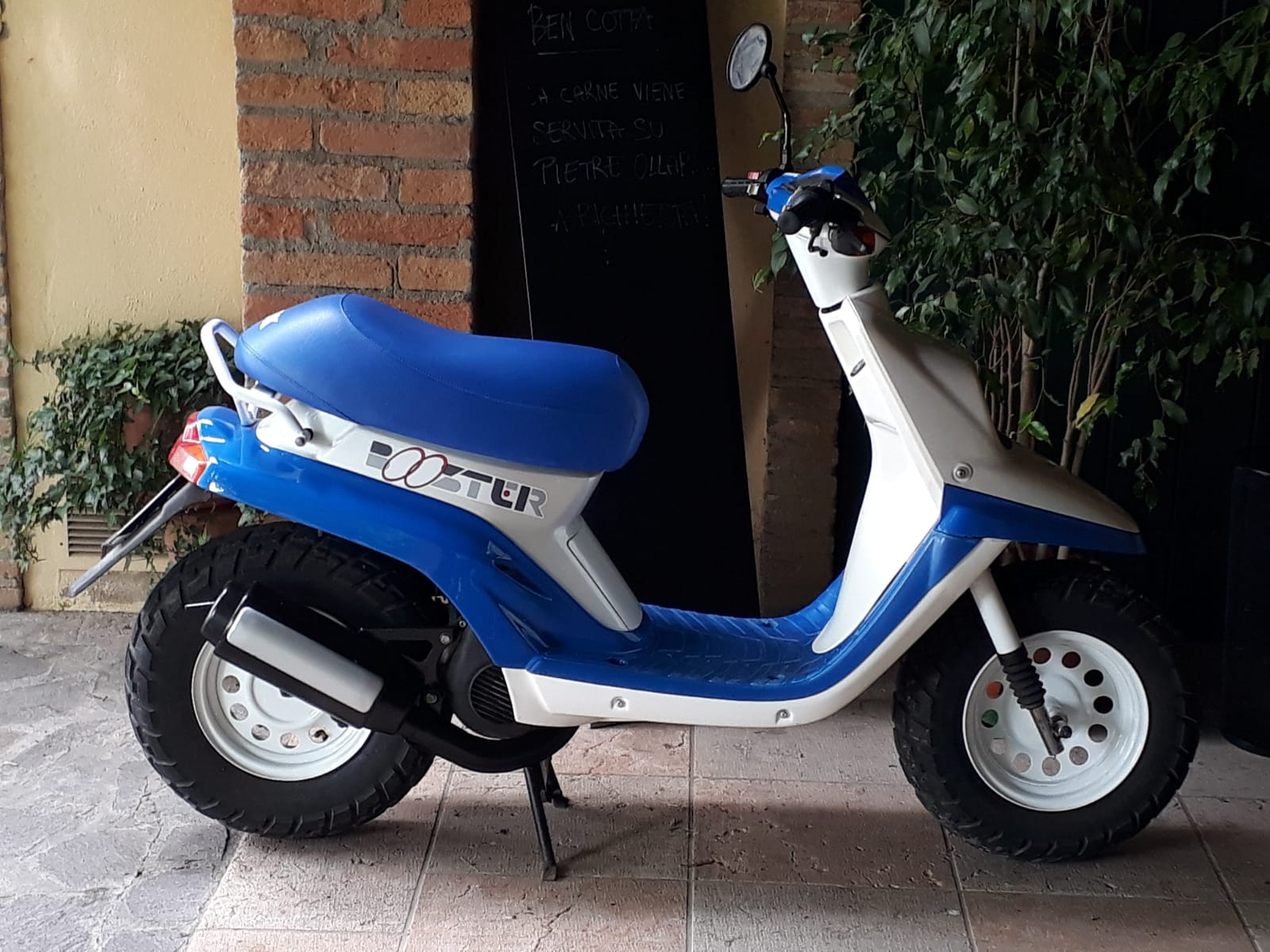
Booster BB

Der MBK Booster ist ein Rollermodell von MBK, einer Tochterfirma der japanischen Yamaha Motor. Er ist baugleich mit dem Yamaha BWS.
Das Modell gilt als das beliebteste Rollermodell in Frankreich. Der MBK Booster besitzt wie der MBK Stunt (Yamaha Slider) einen luftgekühlten Motor von Minarelli mit einem stehenden Zylinder (bis 2001). Alle neueren Modelle besitzen vorne eine 180/190 mm gelochte Festsattelscheibenbremse und hinten eine Trommelbremse. Breite Reifen sollen auch Fahrten im Gelände ermöglichen. Der Roller besitzt eine Fliehkraftkupplung und ein stufenloses automatisches Getriebe. 
Angeboten werden verschiedene Modelle, etwa der MBK Booster next Generation oder der MBK Booster Rocket. Die meistverkaufte Version ist das Modell mit 49,7 cm³ und 2,7 kW (etwa 3,7 PS).
Der Booster bietet für Personen über 1,75 m etwas wenig Fußraum. Außerdem ist der Verbrauch von knapp fünf Liter auf 100 km ziemlich hoch. Das Getriebe ist kurz übersetzt, daher sind im Originalzustand nur Geschwindigkeiten bis etwa 60 km/h möglich. Die Motoren gelten als robust und wartungsarm.
Bis auf Kurbelwelle, Zylinder ( inklusive Lüfterhaube ) und Auspuff sind die teile vom stehenden und liegenden Minarelli 50ccm Automatikmotor untereinander kompatibel